# غلاس العليا (حبيش)

تعديل مصدري - تعديل

غلاس العليا محلة تابعة لقرية غلاس السفلى، التابعة لعزلة جبل عميقة بمديرية حبيش إحدى مديريات محافظة إب في الجمهورية اليمنية، بلغ تعداد سكانها 133 حسب تعداد اليمن لعام 2004.